# Calle de Aragón (Barcelona)
La calle de Aragón (cat.: Carrer d'Aragó) es una calle del Ensanche de Barcelona (España). Recibe su nombre por Aragón, comunidad autónoma que limita con Cataluña al oeste. Aparece como la calle letra L en el Plan Cerdá. Su denominación actual ya aparece en la propuesta de rotulación de las calles del Ensanche que hizo en 1863 el escritor, periodista y político barcelonés Víctor Balaguer por encargo del ayuntamiento. El nombre propuesto por Balaguer fue aprobado el 25 de octubre de 1863. Limita al norte con la calle de Valencia y al sur con la calle del Consejo de Ciento. Une la avenida Diagonal y el paseo de Gracia con la avenida Meridiana.